# Noua Familie Addams
Noua Familie Addams (The New Addams Family) este un serial de comedie pentru adolescenții, realizat pe baza filmului original "Familia Addams". În România a fost difuzat de canalul Fox Kids, Jetix și subtitrat în limba română. Mai tarziu, a fost mutat pe Jetix Play si difuzat pana a fost inchis Jetix Play.
Perioadă de difuzare: 1999-2008

## Date despre serial
Serialul îi are ca staruri pe părinții Morticia și Gomez și copii lor, Pugsley și Wednesday. Mai sunt și Unchiul Fester, Bunica, Lurch, Vărul Itt și Thing. Vecinii lor sunt speriați de moarte și devin cu toții isterici la auzul sosirii membrilor Familiei Addams!

## Distribuție
- Glenn Taranto - Gomez Addams
- Ellie Harvie - Morticia Addams
- Nicole Fugere - Wednesday Addams
- Brody Smith - Pugsley Addams
- Betty Phillips - Bunica Addams
- Michael Roberds - Fester Addams
- Steven Fox - Lucru
- John DeSantis - Lurch
- Paul Dobson - Vărul Itt (voce)
- David Mylrea - Vărul Itt
- Tabitha Saint Germain - Melancholia
- Scarlett Bruns - Jessica